# Колибари
Колибари (на македонска литературна норма: Колибари; на албански: Kolibari) е село в Северна Македония в община Кичево, разположено в източното подножие на планината Бистра на десния бряг на Заяската река.
Според преброяването от 2002 година Колибари има 747 жители.
| Националност | Всичко |
| македонци    | 0      |
| албанци      | 742    |
| турци        | 0      |
| роми         | 0      |
| власи        | 0      |
| сърби        | 1      |
| бошняци      | 0      |
| други        | 4      |

От 1996 до 2013 година селото е част от община Заяс.